# Famille Sangiantoffetti
La famille Sangiantoffetti  (San Gian Toffetti, ou Sangiantofetti, souvent abrégé Toffetti) sont une famille patricienne de Venise, originaire de Crémone.

## Historique
Gasparo Saint-Jean Toffetti de Crème offrit en 1639 à République embarrassée dans la guerre de Candie d'entretenir à ses frais dix vaisseaux armés de deux-cents fantassins chacun pour la servir. Son offre de débourser mille ducats par an pendant sept ans fut acceptée. En 1649, au comble de la guerre de Candie, son petit-fils Carlo offrit encore de l'argent, tandis que Gasparo offrait les 100 000 ducats requis pour l'accès à la noblesse, où il fut admis le 27 juin 1649.
Cette famille fut en outre décorée de la dignité de Grand d'Espagne de deuxième classe.
Après la chute de la République, le gouvernement impérial autrichien confirma la noblesse de cette famille par Résolution Souveraine du 16 décembre 1817, en l'ornant du titre comtal par R.S. du 14 novembre 1819.
La famille s'éteignit avec la mort du comte Vincenzo Toffetti, (1796 -1866), distingué comme patriote du risorgimento.

## Armes

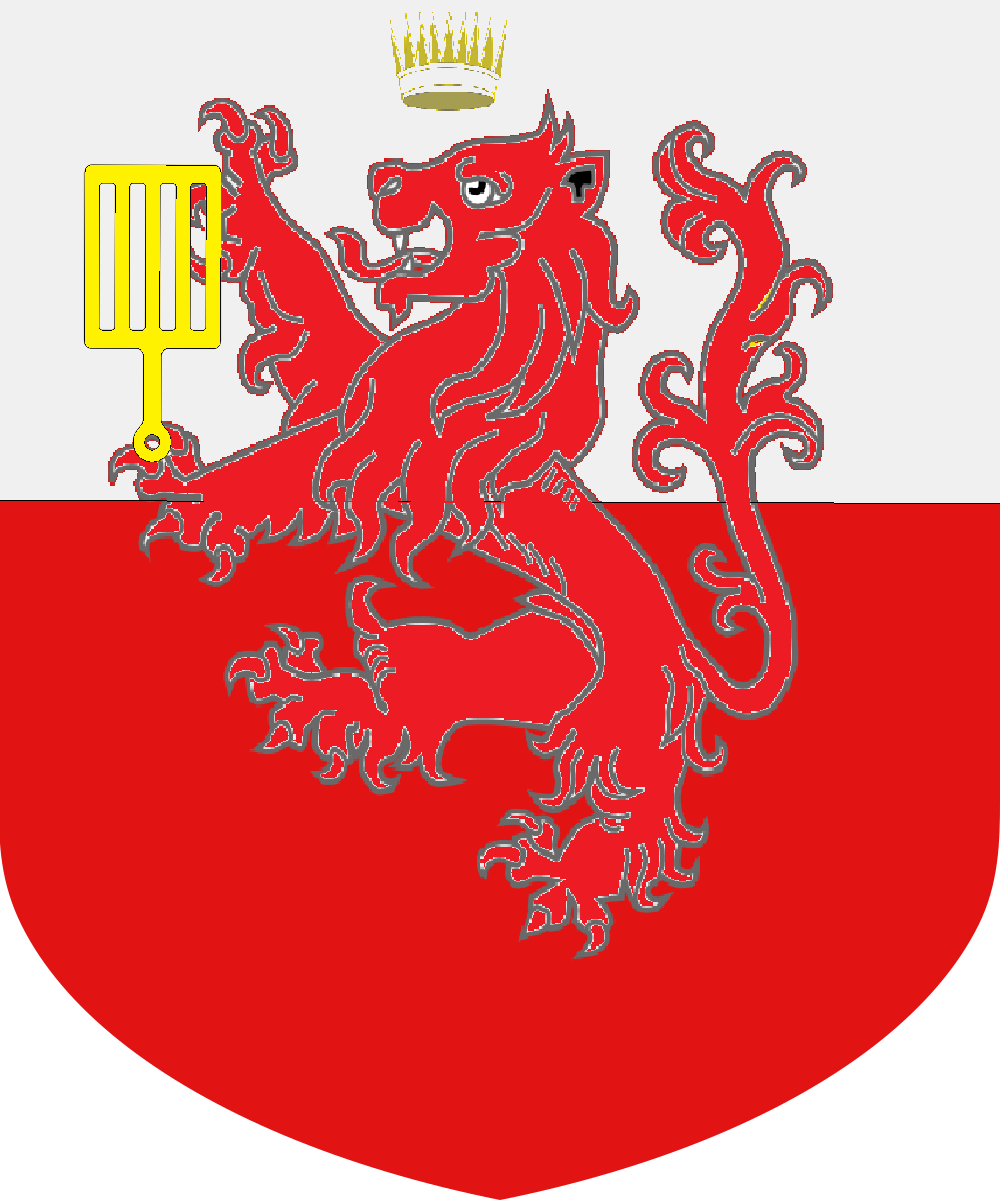
armes des Toffetti

Les armes des Sangiantoffetti se blasonnent ainsi coupées d'argent et de gueules avec un lion d'or couronné de même, qui tient de sa patte droite une espèce de grille du même métal.

## Palais de Venise

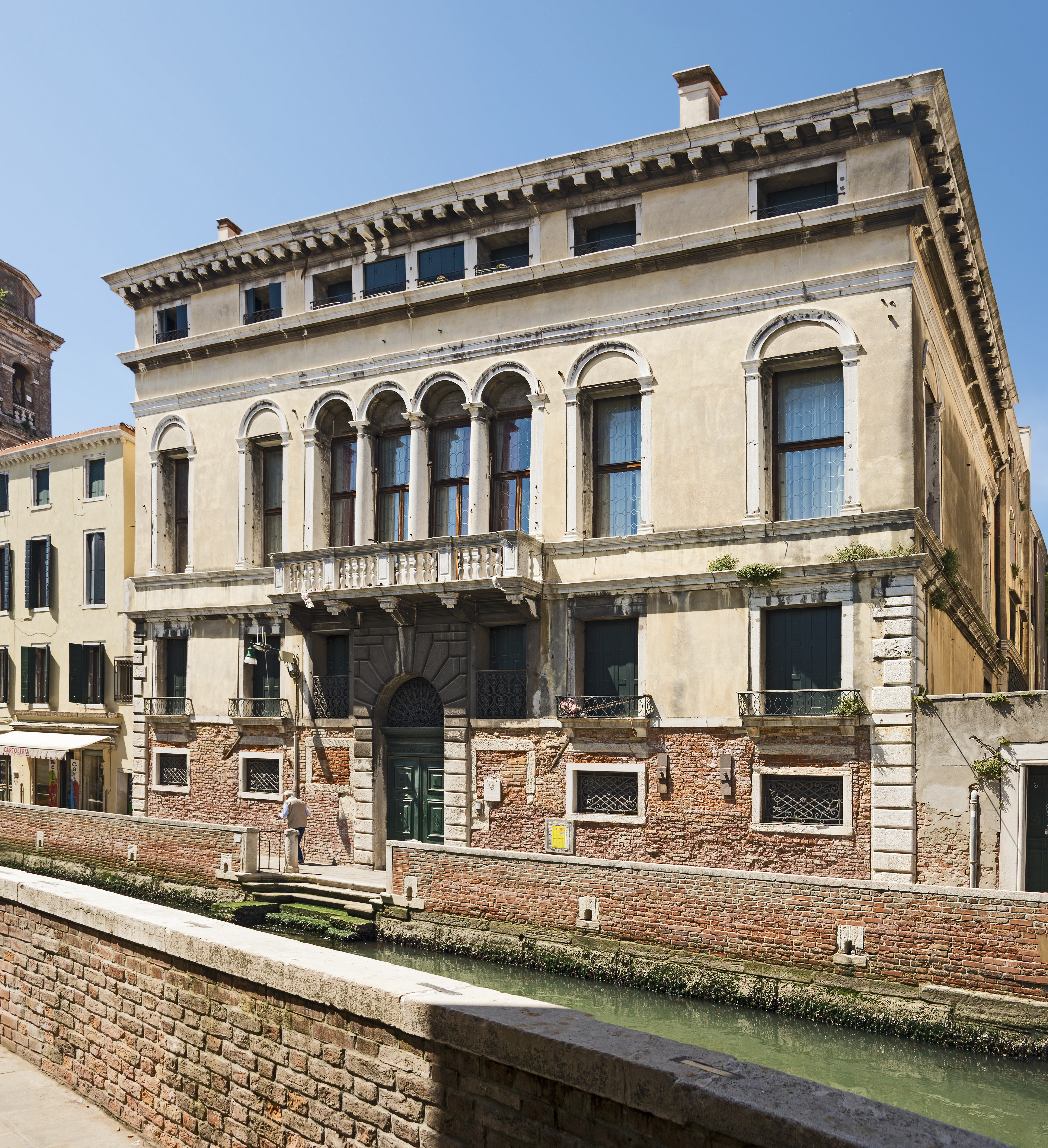
Palais Sangiantoffetti le long du fondamenta Toffetti au Rio de San Trovaso
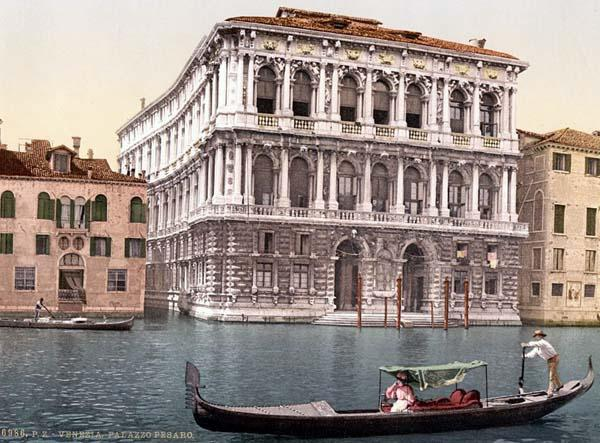
Palais Donà Sangiantoffetti à gauche du Ca' Pesaro